# Колесников Павло Олександрович
Павло́ Олекса́ндрович Коле́сніков (Коле́сников) (8 квітня 1975, Могилів-Подільський, Вінницька область, УРСР — 7 листопада 2014, Донецьк, Україна) — підполковник (присвоєно 3 листопада, отримати не встиг) Збройних сил України, учасник російсько-української війни.

## Життєпис
1996 року закінчив Харківське вище танкове училище. Проходив службу в 169-му навчальному центрі «Десна». Після скорочення продовжував службу в правоохоронних органах. Заступник військового комісара Центрально-Миколаївського ОРВК, Миколаївського обласного військового комісаріату. Один з перших добровольців Миколаєва. За весь час проходження служби в комісаріаті прагнув попасти на передову. Як зазаначав сам Павло Олександрович: «Там від мене буде більше користі».
19 серпня відкомандирований до зони ведення бойових дій. Командував взводом 2-ї аеромобільно-десантної роти, був старшим групи 79-ї бригади, яка тримала оборону нового терміналу в аеропорту Донецька.
Загинув від кулі снайпера під час вибору нової бойової позиції. До ротації із зони проведення АТО залишалось 3 доби.
Вдома залишилися дружина та 4-річний син.
Похований 10 листопада на кладовищі Жовтневого району м. Миколаєва.

## Нагороди та вшанування
За особисту мужність і героїзм, виявлені у захисті державного суверенітету та територіальної цілісності України, вірність військовій присязі під час російсько-української війни нагороджений
- орденом «За мужність» III ступеня (4.12.2014, посмертно)
- На стінах 53 ЗОШ м. Миколаєва, де навчався Павло Олександрович, встановлено меморіальну дошку із його зображенням. Силами активістів, волонтерів та друзів ведуться роботи стосовно присвоєння вище зазначеному навчальному закладу імені одного з героїв України та Миколаївщини — Павла Олександровича Колеснікова.
- 26 липня 2024 року вулицю Ковпака в Миколаєві перейменовано на вулицю Павла Колесникова[1].